# Société française des mécaniciens
La Société française des mécaniciens est une société savante basée en France, active dans le domaine de la recherche scientifique en mécanique.
Fondée en 1936, la SFM a animé le milieu des mécaniciens français en organisant des colloques et en publiant une revue jusqu'en 2005, année où elle s'est mise en sommeil.
Depuis 2011, la SFM s'est réactivée en reprenant l'organisation de la série de conférences Surveillance.

## Anciens présidents
Jean RASTOIN, André AURIOL, Rolland DAT, Robert LEGENDRE, Pierre CARRIERE, Henri LE BOITEUX Philippe LEBORGNE, Maurice ROY

## Revue
La Revue française de mécanique  (ISSN 0373-6601) a cessé de paraître en 2001.

## Colloques et conférences récurrentes
Mecamed - Mécanique et Médecine
Instruc - Intégrité des structures
Surveillance - Méthodes de surveillance et techniques de diagnostic acoustiques et vibratoires

## Actes des colloques
La SFM publie les actes des colloques qu'elle organise ou coorganise.